# رویال کاریبین اینترنشنال

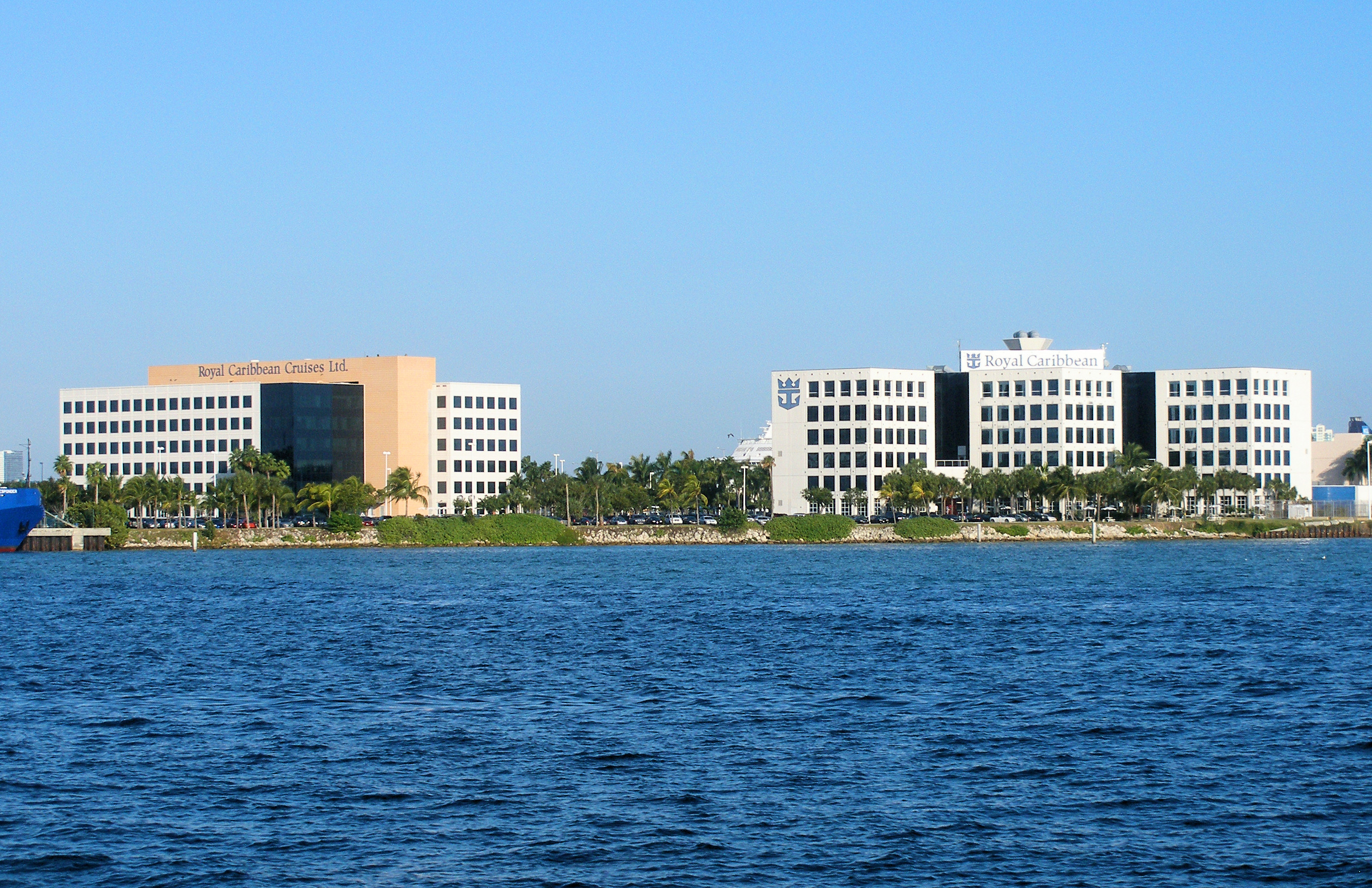
ساختمان مرکزی رویال کاریبین در میامی، فلوریدا

رویال کاریبین اینترنشنال (به انگلیسی: Royal Caribbean) شرکت آمریکایی ارائه‌دهنده خدمات کشتی‌های گردشی است، که در سال ۱۹۶۸ در کشور نروژ تأسیس شد و در ۱۹۹۷ در پی سازماندهی مجدد ساختار، به ایالات متحده منتقل شد.
شرکت رویال کاریبین پس از شرکت کارنوال کورپوریشن، دومین اپراتور خطوط کشتی‌های گردشی در جهان، می‌باشد. این شرکت در مجموع مالک ۵ خط کشتی کروز، (کروز لاین) و تعداد بسیاری کشتی گردشی می‌باشد.
از کشتی‌های گردشی شرکت رویال کاریبین، می‌توان به: ام‌اس الور آو دسیز، ام‌اس ایندیپندنس آو دسیز و ام‌اس اوئیسیس آو دسیز اشاره نمود. سهام این شرکت، در بازار بورس اوراق بهادار اسلو و بازار بورس نیویورک دادوستد می‌شود.